# Henri de Régnier

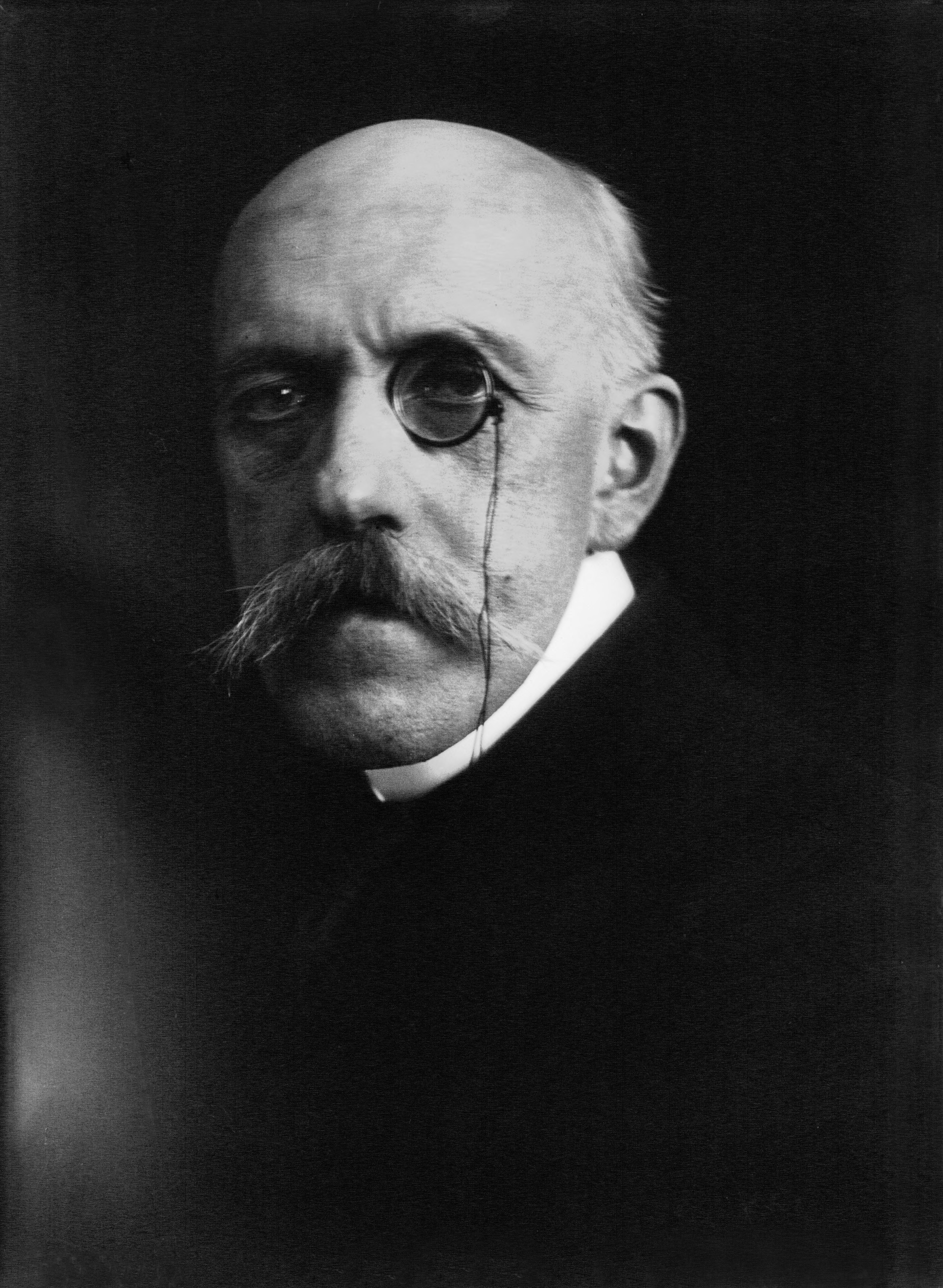
Henri de Régnier

Henri François Joseph de Régnier, Pseudonym Hugues Vignix (* 28. Dezember 1864 in Honfleur, Département Calvados; † 23. Mai 1936 in Paris) war ein französischer Schriftsteller.
Seine Lyrik ist der Antike, der Natur und melancholischen Stimmungen gewidmet. Nach einer symbolistischen Phase stand Régnier unter dem Einfluss der Parnassiens. Er verfasste auch Essays und kulturpessimistisch gefärbte Romane.
Von 1911 bis zu seinem Tode 1936 war er Mitglied der Académie française (fauteuil 39, Nachfolger von Eugène-Melchior de Vogüé).
De Régnier war verheiratet mit Marie de Heredia, der Tochter des Dichters José-Maria de Heredia. Marie de Heredia war ebenfalls Schriftstellerin und veröffentlichte unter dem Pseudonym Gérard d’Houville.

## Werke (Auswahl)

### Lyrik
- Les lendemains (1886)
- Les jeux rustiques et divins (1897)
- Les médailles d’argile (1990)
- La cité des eaux (1902)
- La sandale ailée, 1903–1905 (1906)

### Romane
- La double maîtresse (1900, dt.: In doppelten Banden, auch Die zwiefache Liebe des Herrn von Galandot)
- Le mariage de minuit (1903)
- L’escapade (1926)
- Le voyage d’amour ou l’initiation vénitienne (1930)